# 長崎県教育センター
長崎県教育センター（ながさきけんきょういくセンター、英称：Nagasaki Prefectural Education Center）は、長崎県が設置する教育に関する研究及び教育関係職員の研修を行う機関である。

## 概要
長崎県教育センターは長崎県における教育の充実及び振興を図るため1972年前身の長崎県立教育研究所と長崎県理科教育センターを廃止して設置される。

## 所在地
- 長崎県教育センター - 長崎県大村市玖島1丁目24-2

## 事業
事業内容は下記の通りである。
1. 教育に関する専門的及び技術的事項の調査研究
2. 教育関係職員の研修
3. 教育相談
4. 教育に関する資料の収集及び活用
5. 前項に掲げる事業に関連する事業

## 沿革
- 1972年（昭和47年）3月 長崎県立教育研究所条例と長崎県理科教育センター設置条例を廃止して長崎県教育センター条例を公布
- 1972年（昭和47年）4月 長崎県教育センターの開所

## 組織
- 総務企画部
  - 総務課
  - 企画課
    - 総合企画班
    - 情報広報班
- 研修部
  - 義務教育研修課
  - 高校教育研修課
  - 特別支援教育研修課
  - 教育相談室